# Парижская зелень
Пари́жская зе́лень (фр. vert de Paris), также шве́йнфуртская, или шва́йнфуртская зе́лень (нем. Schweinfurter Grün) — органическое химическое вещество, смешанный ацетат-арсенит меди(II) Cu(CH3COO)2·3Cu(AsO2)2. Был известен также под десятками других торговых названий.
Используется или использовался как пигмент зелёных красок (до запрета в большинстве стран по токсичности, за исключением необрастающей окраски морских судов), компонент пиротехнических составов, родентицид, инсектицид и фунгицид. Кристаллический порошок зелёного цвета (оттенок зависит от тонкости порошка), нерастворимый в воде, растворимый в растворах кислот и аммиака. Один из самых токсичных мышьяксодержащих препаратов против мышей, крыс и насекомых — вредителей растений.
Исторически, парижской зеленью также иногда называли краситель «французская зелень» на основе двойной соли хлористого цинка и хлорметилгексаметилпарарозанилинхлоргидрата.